# Gaby Minneboo

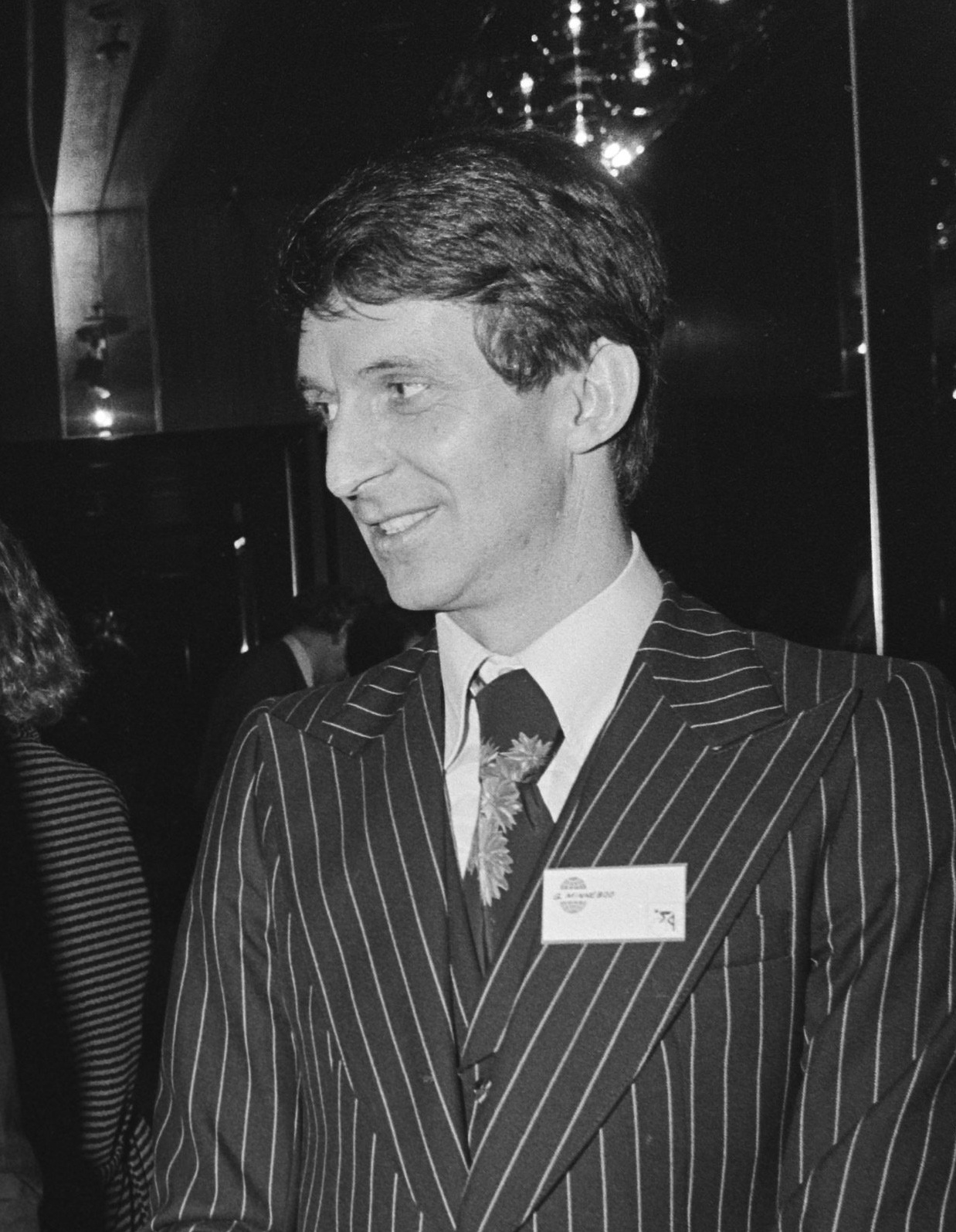
Gaby Minneboo, 1981

Gabriel „Gaby“ Minneboo (* 12. Juni 1945 in Veere) ist ein ehemaliger niederländischer Radrennfahrer.
Gaby Minneboo wurde fünfmal Steher-Weltmeister der Amateure (1975, 1976, 1977, 1980 und 1982). Er war von 1964 bis 1982 als Rennfahrer aktiv. Sein Standardpartner war die Schrittmacher-Legende Bruno Walrave. Er war daneben weiterhin in seinem Beruf als Briefträger tätig, weshalb er der „fliegende Postbote“ genannt wurde.
Nach Ende seiner Laufbahn eröffnete Minneboo in Vlaardingen einen Laden für Sporttrophäen und Schilder, aus dem er sich 2004 zurückzog.